# Lluís Amadeu de Savoia-Aosta
Lluís Amadeu de Savoia-Aosta, Duc dels Abruços (Madrid, 29 de gener de 1873 - Ghiohàr, Somàlia, 18 de març de 1933) va ser un mariner, explorador i geògraf italià.
Era fill de qui fos breument rei d'Espanya, Amadeu I, i de la seva esposa, Maria Victoria del Pozzo. Als quinze anys va ingressar a la Reial Acadèmia Naval de Liorna i va participar en un creuer de la nau Amerigo Vespucci per Sud-amèrica.
La primera aventura que li donà celebritat fou l'escalada del mont Sant Elies a Alaska, el 1897, durant la qual es va determinar l'origen geològic i l'altitud de la muntanya. Sens dubte la seva expedició més famosa va ser l'intent d'arribar al pol Nord a bord de la nau Stella Polare entre 1899 i 1900. L'expedició es va concloure amb un èxit parcial, ja que el capità Humberto Cagni, al comandament d'una patrulla, va arribar fins als 86º 33' de latitud Nord, punt una mica més proper al pol del que assolís anteriorment Nansen.
A continuació va organitzar viatges, escalades i exploracions científiques al Ruwenzori (a Àfrica, on va aconseguir de fer la primera ascensió del pic de Margarida el 1906) i a l'Himàlaia, on explorà el K2 i n'intentà la seva ascensió el 1909. Durant la Guerra Ítalo-Turca (1911-1912) va participar en la campanya de la Tripolitània amb el grau de contraalmirall. Durant la Primera Guerra Mundial va ostentar, durant dos anys, el comandament de les forces navals italianes. Després de la guerra va estar al comandament de l'esquadra de l'Adriàtic. Els seus últims anys els va dedicar a l'exploració i colonització de Somàlia, on va organitzar una gran explotació agrícola en el curs inferior de l'Uebe.
Entre les seves nombroses obres destaquen "Stella Polare" nel Mare Artico, Osservazioni Scientifiche Eseguite Durante la Spedicione Polare di S.A.R. Luigi Amedeo di Savoia, La Spedizione al Monte Sant'Elia.

## Condecoracions i Honors
Membre de l'Orde de la Santíssima Anunciació (1893)
 Gran Creu de l'orde de Sant Maurici i Sant Llàtzer (1893)
 Gran Creu de l'orde de la Corona d'Itàlia (1893)
 Gran Creu de l'orde Militar de Savoia (7 de febrer de 1924)
Gran Oficial (29 de desembre de 1916)
Comendador (16 de març de 1913)
 Cavaller de l'orde Civil de Savoia
 Cavaller Honorífic del Sobirà Orde Militar de Malta
 Cavaller honorific del Reial Orde Victorià (Regne Unit)